# Ernesto Chiacchierini
Ernesto Chiacchierini (Campello sul Clitunno, 1935 – 2023) è stato un chimico italiano.

## Biografia
Si è laureato in Chimica presso l'Università di Roma nel 1958. La sua carriera accademica è iniziata nel 1960, quando ha assunto il ruolo di assistente ordinario presso la stessa università. Dal 1964 al 1975, è stato professore incaricato presso la Facoltà di Scienze Matematiche, Fisiche e Naturali. Nel 1968, è diventato libero docente e, successivamente, è stato nominato professore straordinario di Chimica analitica e spettroscopica presso l'Università di Sassari, dove ha insegnato fino al 1978. Durante il periodo sassarese, ha anche ricoperto la posizione di professore incaricato di Chimica generale.
Nel 1978, Chiacchierini è stato chiamato a Roma per diventare professore ordinario di Merceologia presso la Facoltà di Economia. A partire dal 1980, ha insegnato Tecnologia dei cicli produttivi nella stessa università, assumendo il ruolo di Preside della Facoltà di Economia e Commercio dal 1981 al 1996.
Nel corso della sua carriera, ha ricoperto numerosi incarichi di rilievo, tra cui la presidenza del Collegio Doganale Nazionale presso il Ministero delle Finanze (dal 1986), la presidenza del Comitato di Federchimica per l'Ambiente (dal 1989) e la presidenza della Società Italiana di Scienze Merceologiche (dal 1994). Inoltre, è stato membro dell'Osservatorio Tecnico Scientifico della Consip presso il Ministero del Tesoro e del Comitato scientifico della rivista "Farmeconomia".
Nel 2014, il Senato Accademico della Sapienza gli ha conferito il titolo di Professore emerito "per aver apportato un contributo di grande rilievo alla disciplina" avendo "soddisfatto i requisiti stabiliti dall’ANVUR per la partecipazione alle Commissioni di abilitazione scientifica nazionale aumentati del 20%", e "contribuito in modo molto significativo all’innovazione nel campo della didattica o dell’organizzazione della ricerca, ovvero aver fornito un contributo di rilievo alla comunità nelle forme specifiche delle diverse aree disciplinari".
Chiacchierini è autore di numerosi lavori su riviste nazionali e internazionali, affrontando tematiche teoriche e applicative nel settore produttivo di beni e servizi.
Chiacchierini è anche noto per un fatto di cronaca. Il figlio, Claudio, fu rapito a 11 anni nel 1975 dalla Anonima sequestri. Ernesto Chiacchierini partecipò attivamente alla liberazione del figlio, avvenuta dopo 17 giorni di prigionia.

## Pubblicazioni principali
- Aspetti ambientali dei processi produttivi e della qualità dei prodotti, Napoli, 2006.
- L’impatto ambientale delle produzioni industriali, Roma, 2008.
- Gestione integrata dei rischi ambientali nelle aziende agroalimentari, Firenze, 2012.